# Fukomys
Fukomys és un gènere de rosegadors de la família de les rates talp, que s'han adaptat a un estil de vida majoritàriament subterrani. Moltes de les espècies que conté han estat descrites fa poc temps o hi han sigut transferides d'altres gèneres de rates talp.
Les espècies d'aquest grup poden assolir una llargada d'entre 9 i 27 cm. Tenen les mandíbules i l'aparell mastegador ben desenvolupats (una adaptació a la vida sota terra). Les dents incisives són molt llargues i les seves arrels poden estendre's fins al darrere dels queixals. Les dents serveixen per excavar, per la qual cosa les dents inferiors del davant es poden moure per separat.